# Marie Noël
Marie Noël, pseudonym för Marie Rouget, var en fransk poet och prosaförfattare. Hon föddes 16 februari 1883 i Auxerre och dog 23 december 1967 på samma plats.
Hon växte upp i en mycket bildad men föga andligt orienterad familj. Hon förblev ogift och lämnade ytterst sällan sin födelsestad. Hennes händelsefattiga liv var dock inte helt utan komplikationer: en sviken ungdomskärlek: väntan på den stora kärleken som aldrig kom : hennes unge brors bortgång strax efter en julhelg (vilket gav henne pseudonymen Noël = jul):hennes religiösa kriser. Detta utgör den biografiska bakgrunden till en mycket vacker och traditionell poesi.
Hon testamenterade sin litterära kvarlåtenskap till det lärda samfundet Société des Sciences Historiques et Naturelles de l'Yonne, som publicerar otryckta texter och studier av hennes författarskap.
På svenska har Ella Berg utgett en liten urvalsvolym med dikter och prosaberättelser Sången om ett liv: dikter och sagor från en liten fransk medeltidsstad.
Gunnel Vallquist och Anders Österling har skrivit essäer om henne.